# Ablabys macracanthus
Ablabys macracanthus är en fiskart som först beskrevs av Pieter Bleeker 1852.  Ablabys macracanthus ingår i släktet Ablabys och familjen Tetrarogidae. Inga underarter finns listade i Catalogue of Life.